# Leuchtenberg (hrad)
Leuchtenberg (hrad) je zřícenina hradu v bavorském městečku Leuchtenberg v pohraničním okrese Neustadt an der Waldnaab v Horní Falci. Hrad pochází z přelomu třináctého a čtrnáctého století a patřil pánům z Leuchtenberga. Je postaven na 585 metrů vysokém kopci nad městem.

## Historie

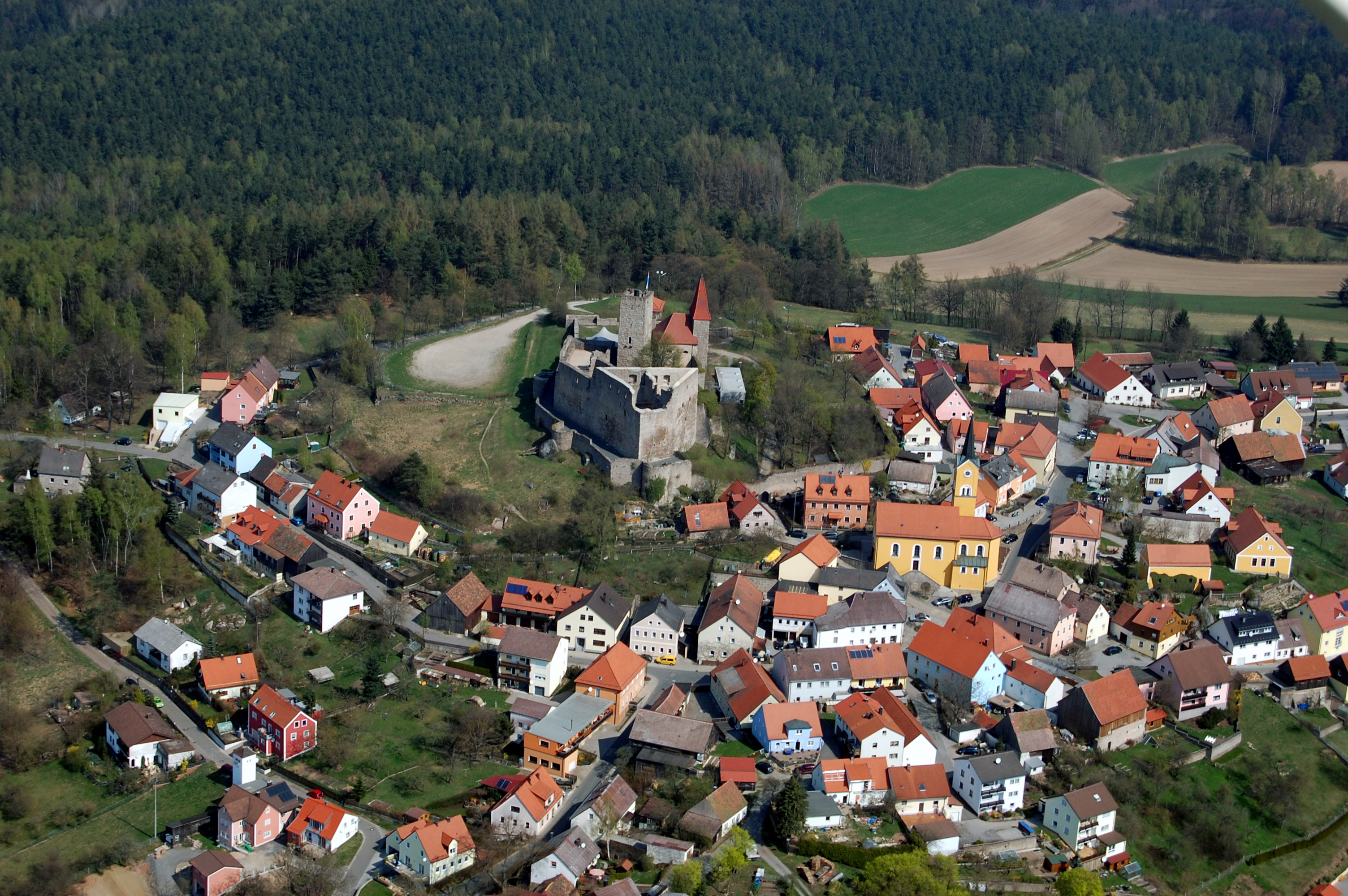
Hrad a obec Leuchtenberg

Hrad postavil rod vlivné bavorské šlechty, rytířů z Leuchtenbergu kolem roku 1300. Na hoře už pravděpodobně stálo nějaké předchozí opevnění. Leuchtenberkové hrad opustili v roce 1322, aby přesídlili do nedalekéko Pfreimdu. Rytířský rod Leuchtenberků vymřel v roce 1646. Hrad pak zůstal opuštěný a postupně se rozpadal. V roce 1842 byl při velkém požáru zcela zničen.
Ve 20. století začaly práce na zabezpečení zbytků hradních budov a přestavbě části hradu. Dnes je zřícenina hradu přístupná návštěvníkům. V létě je využívána jako jeviště pod širým nebem a je místem konání každoročního Zámeckého festivalu v Leuchtenbergu.

## Bergfrit
Obdélníková hradní věž z hrubých kamenných bloků má výšku 24 metrů a tloušťku stěny 2,5 metru. Slouží jako rozhledna.